# Dichobunidae
Dichobunidae – rodzina wymarłych ssaków należących do parzystokopytnych. Zamieszkiwały Europę, Azję i Amerykę Północną w eocenie i oligocenie. Należą do niej jedne z najwcześniejszych parzystokopytnych, takie, jak Diacodexis.
Były to małe ssaki, rozmiarów dzisiejszego królika. Posiadały wiele prymitywnych cech. Przypominały żyjące obecnie mundżaki. Ich stopy zakończone były czterema albo też pięcioma palcami kończącymi się niewielkimi kopytkami. W przeciwieństwie do większości zwierząt swego rzędu, posiadały komplet uzębienia, które charakteryzowało specyficzne ząbkowanie. Kształt zębów sugeruje, że były roślinożercami – spożywały liście w podszycie leśnym. Z kolei budowa ich kończyn świadczy o tym, że były sprawnymi biegaczami, inaczej, niż wiele współczesnym im zwierząt.

## Podrodziny i rodzaje
- - †Paraphenacodus
  - †Dulcidon
  - †Chorlakkia
  - †Pakibune

Podrodzina †Dichobuninae
- Plemię †Hyperdichobunini
  - †Mouillacitherium
  - †Hyperdichobune
- Plemię †Dichobunini
  - †Aumelasia
  - †Meniscodon
  - †Messelobunodon
  - †Dichobune
  - †Buxobune
  - †Neufferia
  - †Metriotherium
  - †Synaphodus

Podrodzina †Diacodexeinae
- - †Diacodexis
  - †Bunophorus
  - †Protodichobune
  - †Lutzia
  - †Tapochoerus
  - †Neodiacodexis

Podrodzina †Homacodontinae
- Plemię †Bunomerycini
  - †Bunomeryx
  - †Hylomeryx
  - †Mesomeryx
  - †Mytonomeryx
  - †Pentacemylus
- Plemię †Homacodontini
  - †Hexacodus
  - †Antiacodon
  - †Eygalayodon
  - †Homacodon
  - †Auxontodon
  - †Microsus
  - †Texodon

Podrodzina †Leptochoerinae
- - †Stibarus
  - †Ibarus
  - †Laredochoerus
  - †Leptochoerus